# Alter jüdischer Friedhof Heldenbergen
Der Alte jüdische Friedhof Heldenbergen war der Friedhof für die Einwohner jüdischen Glaubens in Heldenbergen, Stadt Nidderau im Main-Kinzig-Kreis in Hessen. Er bestand seit dem Jahr 1818 und wurde bis 1884 genutzt, danach übernahm der Neue jüdische Friedhof Heldenbergen seine Funktion.

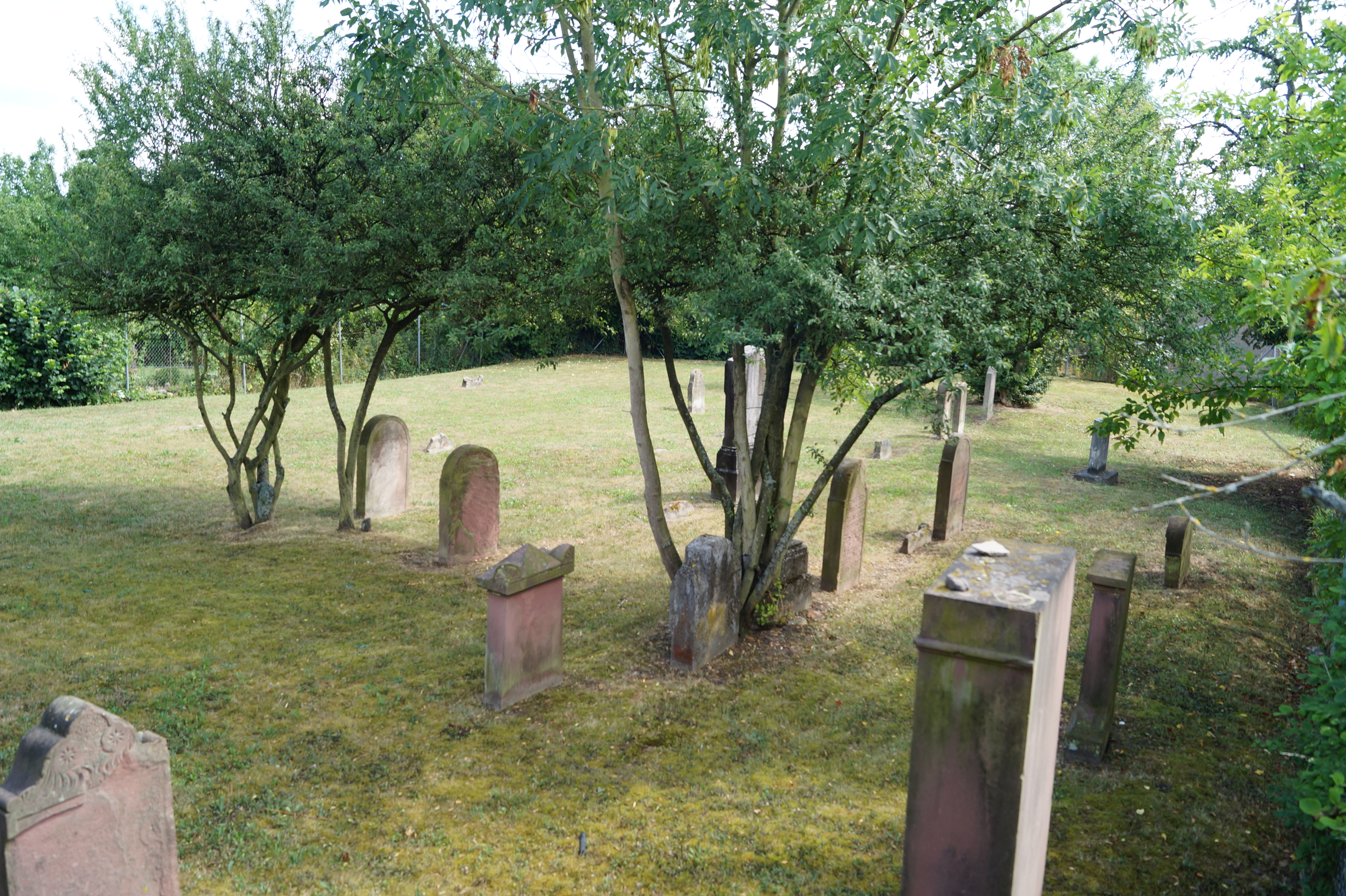
Ansicht von Norden 2015

## Geografische Lage
Der jüdische Friedhof befindet sich zwischen der Büdinger Straße, Raiffeisenstraße und der Straße Am Kellerberg etwas abseits der Straße. Ein schmaler Fußweg zweigt zwischen den Häusern Büdinger Straße 7 und 9 von der Hauptstraße ab. Die Anlage war und ist hauptsächlich von Obstbaumstücken umgeben.

## Geschichte
Eine jüdische Gemeinde bestand in Heldenbergen seit etwa 1500. Da sie in den ersten Jahrhunderten ihres Bestehens über keinen eigenen Friedhof verfügte, wurden ihre Angehörigen auf dem Jüdischen Friedhof in Windecken beigesetzt. Windecken gehörte jedoch damals zur Grafschaft Hanau-Münzenberg und Heldenbergen zum Freigericht Kaichen bzw. der Burggrafschaft Friedberg, weshalb Graf Philipp der Jüngere von den Heldenbergener Juden dafür eine Gebühr verlangte.
Erst 1818 gelang es, durch Ankauf eines Geländes am Kellerberg, das vorher zur Nassburg gehört hatte, einen eigenen Friedhof in Heldenbergen einzurichten. Nach Auskunft des Sterberegisters wurde der am 2. September 1818 im Alter von 70 Jahren verstorbene Aron Kaichen als erster auf dem Friedhof beigesetzt.
Die Gemeinde wuchs im weiteren Verlauf des 19. Jahrhunderts stark an. Alleine in der Nutzungszeit zwischen 1818 und 1882 sind 243 Namen aus dem Sterberegister bekannt. Als sich eine vollständige Belegung des Areals abzeichnete, erwarb die Gemeinde 1879 ein Grundstück an der Straße nach Kaichen, wo der Neue jüdische Friedhof entstand. In der nationalsozialistischen Zeit blieb der Friedhof von Zerstörungen verschont.

## Anlage
Der Alte jüdische Friedhof besitzt eine Fläche von 808 m². Alte Bilder belegen, dass er einst von einem Holzzaun umgeben war, heute befindet sich dort ein Maschendrahtzaun. Ein Schlüssel ist bei der Friedhofsverwaltung erhältlich.
Die ältesten Grabsteine des Friedhofes befinden sich im hinteren Bereich und sind größtenteils eingesunken. Möglicherweise wurde das Gelände auch in späterer Zeit planiert, um das Mähen zu erleichtern. Es handelt sich bei den älteren Steinen vorwiegend um Sandsteine mit hebräischen Inschriften. Im vorderen Bereich sind noch etwa zwanzig Steine erhalten, die neben den hebräischen auch deutsche Inschriften aufweisen.